# Petre Nicolae
Petre Nicolae, cunoscut și ca Petrică Nicolae, (n. 12 martie 1955, Căldăraru, județul Ilfov) este un actor român de teatru și film.

## Biografie
A absolvit în 1983 cursurile Facultății de Teatru, Secția Actorie, din cadrul Institutului de Artă Teatrală și Cinematografică „I.L. Caragiale” din București. A activat ca actor la Teatrul de Nord Satu Mare (1983-1986), Teatrul de Comedie București (1986-1994), Teatrul Național „I.L.Caragiale” București (1994-1996), Teatrul Mic București (1996-1997) și Teatrul Odeon (din 1997).
A jucat în mai multe filme, fiind distins de Asociația Cineaștilor din România (ACIN) cu o Diplomă de onoare pentru rolul său din Dreptate în lanțuri (1984):p. 63 și cu Premiul pentru interpretare masculină pentru rolul din Pas în doi (1985, ex-aequo cu Claudiu Bleonț pentru un rol din același film).:p. 66 O boală stranie l-a ținut mulți ani departe de scena de teatru și de platourile de filmare, iar actorul și-a revenit după ce a început să frecventeze Mănăstirea Frăsinei, unde se retrăsese ca monah fostul actor Dragoș Pâslaru.

## Filmografie
- Croaziera (1981)
- Imposibila iubire (1984)
- Să mori rănit din dragoste de viață (1984)
- Lișca (1984)
- Dreptate în lanțuri (1984)
- Pas în doi (1985)
- Furtună în Pacific (1986)
- Zîmbet de Soare (1988)
- Niște băieți grozavi (1988) - Mihai
- Hanul dintre dealuri (1988)
- De ce are vulpea coadă (1989) - ciobanul
- Campioana (1991)
- Șobolanii roșii (1991)
- Dragoste și apă caldă (1993)
- Privește înainte cu mînie (1993)
- O vară de neuitat (1994)
- Paradisul în direct (1995)
- Dănilă Prepeleac (1996)
- Aerisirea (1997)
- Gadjo dilo (1997)
- Az álombánya (1998)
- Detectiv fără voie (2001)
- Bolondok éneke (2003)
- Canton (2004)